# Videnskabelig socialisme
 Der er for få eller ingen kildehenvisninger i denne artikel, hvilket er et problem. Du kan hjælpe ved at angive troværdige kilder til de påstande, som fremføres i artiklen.

Videnskabelig socialisme er et begreb, der beskriver de sociale, politiske og økonomiske teorier, der blev skabt af Karl Marx og Friedrich Engels i midten til slutningen af 1800-tallet.  
Begrebet blev opfundet i 1840 af Joseph-Pierre Proudhorn i hans bog 'Qu'est-ce que la propriété?' (dansk: Hvad er ejendom?), og brugt i 1880 af Engels  til at beskrive Marx' sociale, politiske og økonomiske teori. Der findes intet belæg for, at Marx skulle have brugt begrebet til at beskrive sine egne teorier.[kilde mangler] Engels brugte især begrebet til at adskille det, der senere blev den marxistiske tradition fra den utopiske socialisme – et begreb, der af både Engels og Marx bruges polemisk og negativt til at definere egne teoretiske og politiske positioner.[kilde mangler]

## Definition
Den videnskabelige socialisme baserer sig på dialektisk materialisme, og ser således sit politiske mål (det klasseløse samfund) i sammenhæng med den forventede samfundsudvikling, udledt af analyser af historiske trends baseret på dialektisk materialisme.[kilde mangler]
I modsætning hertil er den utopiske socialisme baseret på idealisme, hvilket strategisk indebærer en tro på det gode arguments kraft. I det perspektiv burde det gode argument i sig selv være nok til at overbevise den herskende klasse om at opgive deres privilegier til fordel for socialismen, der i sin essens ses som fornuftigere og mere retfærdig.[kilde mangler] Den videnskabelige socialisme lægger i stedet vægt på egeninteresser,[kilde mangler] hvilket gør det gode argument ubrugeligt til at overbevise den herskende klasse. Ifølge Marx og Engels kan kun arbejderklassen afskaffe kapitalismen, fordi netop den har en objektiv interesse i socialisme frem for kapitalisme.[kilde mangler] Derfor har arbejderklassen en central rolle som "historiens revolutionære subjekt", der i kraft af sin størrelse og interesse har det "revolutionære potentiale" til at forandre samfundet.[kilde mangler]
Særligt centralt i den videnskabelige socialisme som modsætning til utopisk socialisme, står fremhævelsen af arbejderklassen som den forandrende kraft i kapitalismen – heri ligger også nødvendigheden af arbejderklassens subjektive erkendelse af det objektive potentiale.[kilde mangler] Denne opfattelse har haft stor betydning for arbejderbevægelsen over hele verden – eksempelvis de europæiske socialdemokratier, der også i dag har markante præg, der stammer herfra.

## Historisk
Historisk er begrebet især blevet brugt til at skelne mellem socialisme før Marx og efter Marx. Det har også spillet en vis propagandistisk rolle i Østeuropa- og Asien-kommunismen.[kilde mangler]